# Minkryssare

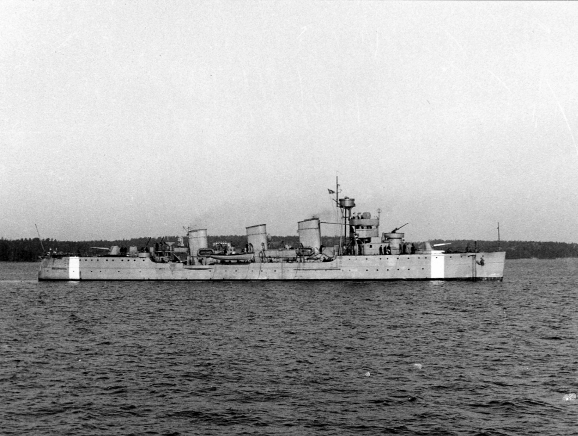
Den svenska minkryssare Clas Fleming under andra världskriget.

Minkryssare var en typ av örlogsfartyg som tillkom i början av 1900-talet. Huvuduppgiften var att lägga ut offensiva mineringar. Sidouppgifter var spaning och eldunderstöd till egna jagare och torpedbåtar samt bekämpning av motståndares torpedfartyg.
Sverige har bara haft en minkryssare, HMS Clas Fleming. Under första världskriget tvingades en tysk minkryssare SMS Albatross efter strid med ryska fartyg att svårt skadad sättas på grund utanför Gotland.